# Municipalità distrettuale di Cape Winelands
La municipalità distrettuale di Cape Winelands (in inglese Cape Winelands District Municipality) è un distretto della provincia del Capo Occidentale  e il suo codice di distretto è DC02.
La sede amministrativa e legislativa è la città di Worcester e il suo territorio si estende su una superficie di 22.288 km² ed in base al censimento del 2001 la sua popolazione è di 630.494 abitanti.
Questa municipalità distrettuale era precedentemente chiamata Boland.

## Geografia fisica

### Confini
La municipalità distrettuale di Cape Winelands confina a nord e a ovest con quella di West Coast, a nord e a est con quella di Namakwa (Provincia del Capo Settentrionale), a est con quella di Central Karoo, a est e a sud con quella di Eden, a sud con quella di Overberg e a ovest con il municipio metropolitano di Città del Capo.

### Suddivisione amministrativa
Il distretto è suddiviso in 5 municipalità locali:
- Witzenberg
- Drakenstein
- Stellenbosch
- Breede Valley
- Winelands